# Orkla ASA
Orkla ASA é um conglomerado empresarial norueguês fundado em 1904 por Christian Thams como Orkla Grube-Aktiebolag,
A companhia possui investimentos em setores como bens de consumo, energia sustentável e imóveis. Através de suas subsidiárias, a Orkla oferece produtos de consumo de marcas e soluções para o ramo de supermercados, bebidas, condimentos, enlatados, produtos de padaria e food service entre outros. Essas subsidiárias fornecem combinações de produtos de confeitaria, suplementos alimentares e produtos de saúde, ferramentas para pintura e produtos de limpeza. Entre as principais marcas do portfólio da Orkla estão Nugatti, Fun Light, Toro, Denja, MTR, Panda. Possui operações comerciais na Europa, Américas, Ásia e Oriente Médio, a sede da empresa está localizada em Oslo, Noruega.
Em 1929, a Orkla foi listada na Bolsa de Valores de Oslo.

## História
Fundada em 1904 como Orkla Grube-Aktiebolag, a Orkla ASA assumiu a operação da mina Løkken, localizada no rio Orkla, no município de Meldal, em Trøndelag. A mina de Løkken estava ativa desde 1654. Originalmente, a produção de cobre já ocorria na mina, mas a nova empresa focou na extração de enxofre, uma matéria-prima essencial para a fabricação de celulose, fertilizantes e explosivos.
O principal impulsionador da criação da Orkla foi Christian M. Thams, que contou com o apoio de investidores suecos e noruegueses, incluindo Thomas N. Fearnley, presidente do conselho até 1910. A família sueca Wallenberg, através dos irmãos Marcus e Knut e seu banco Stockholms Enskilda Bank, tornou-se acionista em 1905. Esse foi o mesmo ano em que desempenharam um papel fundamental na fundação da Norsk Hydro. Entre 1910 e 1912, houve uma tentativa alemã de tomar o controle da Orkla, mas a empresa acabou sendo controlada pela família Wallenberg até 1977. Marcus Wallenberg foi presidente do conselho de 1913 a 1943, e seu filho Jacob Wallenberg ocupou o cargo de 1958 a 1970.
Com a descoberta de novas grandes reservas de minério em 1913, a operação de mineração da Orkla se expandiu significativamente. Durante a [[Primeira Guerra Mundial], a empresa se tornou uma grande exportadora de pirita, inclusive para a Alemanha. Após a guerra, a Orkla emergiu como a maior empresa de mineração da Noruega e uma das principais fornecedoras globais de pirita. A partir da década de 1920, a Orkla também direcionou seus esforços para a pesquisa metalúrgica e a exploração industrial do minério. Em 1929, a empresa desenvolveu um método para separar enxofre puro da pirita, conhecido como processo Orkla. Uma nova fundição foi construída em Thamshavn, concluída em 1931 e posteriormente expandida. A Orkla passou a produzir pirita, enxofre puro e uma pequena quantidade de cobre.
Durante a Segunda Guerra Mundial, a Orkla desempenhou um papel fundamental como fornecedor de enxofre e cobre para a Alemanha, embora de maneira menos voluntária devido à ocupação alemã na Noruega, em 1941 adquiriu ações da Norsk Hydro, dominada pelos alemães, que planejava construir uma indústria de alumínio.
Os principais investimentos da Orkla na Norsk Hydro durante a Segunda Guerra Mundial, que foram altamente lucrativos, marcaram o início da trajetória da empresa como grande investidor financeiro em outras companhias. Além das atividades de mineração e industriais, a Orkla continuou investindo em empresas norueguesas no período pós-guerra. Na primeira metade da década de 1970, a carteira de ações da Orkla tornou-se seu maior ativo, com participações na Norsk Hydro, Elkem, Storebrand e Den norske Creditbank, além de várias ações no setor naval.
Na fundição de Thamshavn, a produção de enxofre foi encerrada em 1962 devido à queda dos preços e à redução na extração de minério. Em vez disso, a Orkla passou a utilizar energia hidrelétrica barata e, separada das operações de mineração, iniciou a produção de ferro silício e Carbeto de silício. Esta última, conhecida como Orkla Exolon, foi realizada em colaboração com uma empresa americana. Nesse período, o número de funcionários na planta industrial foi significativamente reduzido.
Em 1974 a companhia passou a se chamar Orkla Industrier, e as operações de mineração de pirita e, posteriormente, cobre e zinco, continuaram até 1987, quando as operações em Løkken Verk foram encerradas, a produção de ferro silício em Thamshavn foi vendida para a Elkem em 1985, assim como a significativa participação da Orkla na Bjølvefossen em Hordaland. Sob nova liderança e operando a partir do novo escritório em Oslo desde 1975, a Orkla diversificou suas operações para novas áreas industriais. Ao mesmo tempo, a atividade de investimento financeiro se desenvolveu e permaneceu como um dos principais pilares da Orkla, talvez o mais importante até meados da década de 1980. Entre outras iniciativas, a Orkla criou uma empresa imobiliária, Orkla Eiendom, em 1984, e se envolveu em consultoria financeira e gestão de patrimônio através da Orkla Finans.
Em 1981 comprou maior parte da empresa de construção Høyer-Ellefsen, esta aquisição ocorreu após a venda de uma parte significativa de suas ações na Norsk Hydro. A Høyer-Ellefsen foi posteriormente combinada com outras empresas, formando a segunda maior do país no setor, a Astrup Høyer, mas foi vendida no ano de 1986.
Em 1984, entrou no setor de mídia, ao comprar uma editora e em 1985 adquiriu o jornal Moss Avis, já em 1987 ela reuniu todos os seus ativos de mídia e comunicação em uma nova empresa, a Orkla Media e que chegou a ser uma das três maiores empresas do setor de mídia da Noruega.
Em 1986, a Orkla se fundiu com a empresa industrial Borregaard e criaram a Orkla Borregaard. Essa fusão marcou o início do foco da Orkla em bens de consumo de marca, uma vez que a Borregaard possuía grandes indústrias de alimentos e bens de consumo, além de processamento de celulose e papel. A Orkla Borregaard tornou-se duas vezes maior que a antiga Orkla e se tornou a quarta maior empresa do país em volume de negócios. Em 1991, a Orkla Borregaard se fundiu com o grupo de bebidas e alimentos Nora Industrier, formando a Orkla AS. A Nora incluiu as maiores cervejarias da Noruega, como a Ringnes e uma grande produção de chocolate da marca Nidar. Partes da área de alimentação da Nora já haviam sido transferidas no ano de 1985 para a Borregaard.
A partir dos anos 1990, houve a internacionalização das operações da empresa, ao comprar diversas empresas de comunicação ao redor dos países nórdicos e Europa oriental, em 1995 adquiriu da Volvo as empresas Procordia Food e Abba Seafood na Suécia e que juntas viraram a Orkla Foods, no mesmo perído a cerveja Ringnes de propriedade da Orkla, se funde com a sueca  Pripps para formar a Pripps Ringnes e que tem a Volvo e Orkla como sócias da nova empresa, em maio de 2000 a Pripps Ringnes se fundiu com a dinamarquesa Carlsberg para formar a  Carlsberg Breweries e que se tornou a a quinta maior cervejaria do mundo, a Orkla passou a ter 40% das ações da Carlsberg, porém em fevereiro de 2004 a Orkla se desfez da sua participação na gigante dinamarquesa de bebidas por 17 bilhões de coroas norueguesas.
Em 2005 comprou a empresa norueguesa Elkem, onde a Orkla já era a segunda maior acionista, ficando atras da companhia norte americana Alcoa, com a comprar passou a ser dona de 100% das ações da empresa e fechou seu capital na bolsa de valores, tornando uma subsidiária da Orkla.
No ano de 2006, a Orkla se desfez do seu negócio de mídia e o vendeu ao grupo brtiânica Mecom por 7,5 bilhões de coroas norueguesas,ela manteve uma participação na editora Hjemmet Mortensen, porém em 2008 vendeu todas as ações para a companhia dinamarquesa Egmont Group.